# Igreja em cruz inscrita

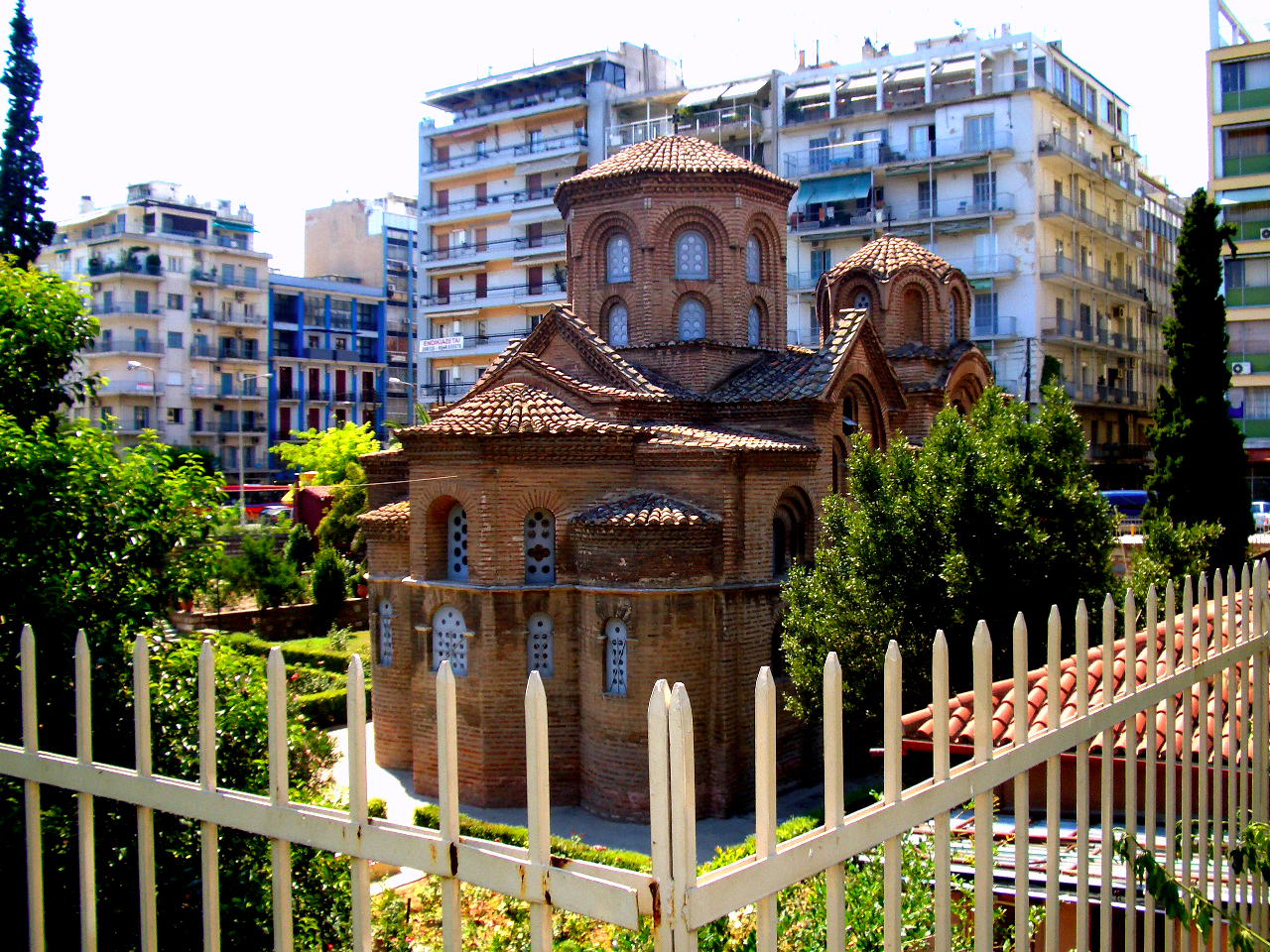
Panágia Forjadora de Cobre, igreja em cruz inscrita do século XI em Salonica, Grécia. Vista de noroeste.

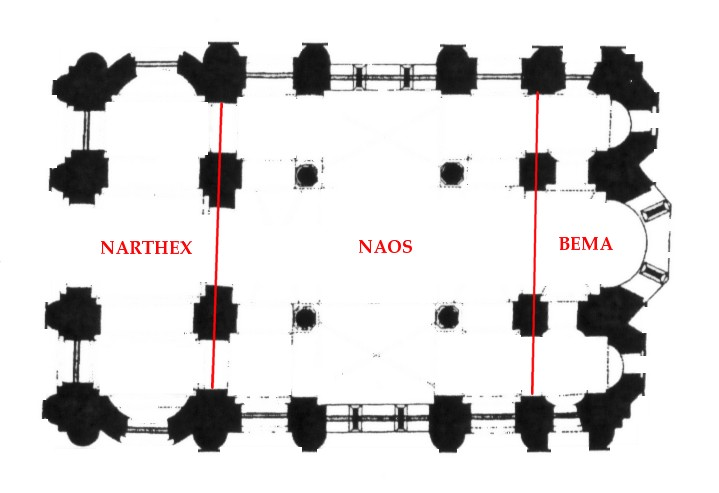
Planta de igreja em cruz inscrita clássica

Uma igreja em cruz inscrita ou igreja em cruz com cúpula é uma tipologia de planta arquitetónica que foi a forma dominante no desenho de igrejas de meados e finais do período bizantino. Esta tipologia conta com um quadrado central com um espaço interno organizado em forma de cruz, coroado por uma cúpula.
As primeiras igrejas em cruz inscrita foram provavelmente construídas em finais do século VIII, e esta tipologia mantém-se em uso em todo o mundo ortodoxo até à atualidade. No Ocidente, o primeiro desenho de Donato Bramante para a Basílica de São Pedro (1506) usava uma planta centralizada em cruz inscrita sob uma cúpula principal e quatro cúpulas subsidiárias.

## Arquitetura
A planta de uma igreja em cruz inscrita está centrada em torno da cela dividida em nove áreas por quatro colunas de pedra, sendo a nave central em geral maior que as oito laterais e coroada por uma cúpula. As quatro áreas retangulares que a rodeiam diretamente são em geral cobertas por abóbadas de berço, formando os "braços" da cruz inscrita. O teto das quatro zonas consiste em geral de abóbadas de aresta. A hierarquia espacial entre os três tipos de espaços, desde o maior central aos mais pequenos de esquina, reflete-se no alçado do edifício: a nave central abobadada é mais alta que os braços da cruz, que são por sua vez mais altos que os espaços das esquinas.:16
A oeste da cela fica o nártex, a área de entrada no templo, habitualmente subdividida em três espaços. A oriente fica o bima (βῆμα em grego), ou santuário, frequentemente separado da cela por um templon ou, nas igrejas mais recentes, por um iconostásio. É composto por três absides coroadas por uma semicúpula. A abside central é geralmente maior que as outras duas. O nome de bima é-lhe por vezes atribuído, sendo as laterais designadas prótese (a setentrional) e diacônico (a meridional).